# David Friedman (écrivain)
Pour les articles homonymes, voir David Friedman et Friedman.
Ne doit pas être confondu avec Milton Friedman.
David D. Friedman, né le 12 février 1945, est un écrivain libertarien, professeur d'université et promoteur de l'anarcho-capitalisme.

## Biographie
Docteur en physique diplômé de l'université de Chicago, il est davantage connu pour ses travaux d'économie politique. Il a exposé en particulier la théorie anarcho-capitaliste dans son œuvre Vers une société sans État (The Machinery of Freedom) (publié en 1973 et révisé en 1989).
Il a commencé par enseigner l'économie et enseigne désormais le droit à l'université de Santa Clara, reprenant l'idée d'Hayek selon laquelle il est impossible d'être économiste en se cantonnant à l'économie.
Il est issu d'une famille d'intellectuels : son père, Milton Friedman, a reçu le Prix de la Banque de Suède d'économie, et sa mère est l'économiste Rose Friedman. Son oncle Aaron Director est professeur de droit, tandis que son fils Patri Friedman écrit également sur le libertarianisme.
Grand amateur d'histoire, David Friedman fait partie de la « Société pour l'anachronisme créatif » (Society for Creative Anachronism), association qui organise la reproduction de scènes historiques avec plusieurs milliers d'acteurs bénévoles. Il a organisé le plus grand tableau, the Pennsic War. Adepte de la science fiction, il a écrit une nouvelle de fantasy, Harald, publiée en 2006. Friedman est également chroniqueur pour le magazine Liberty (en).

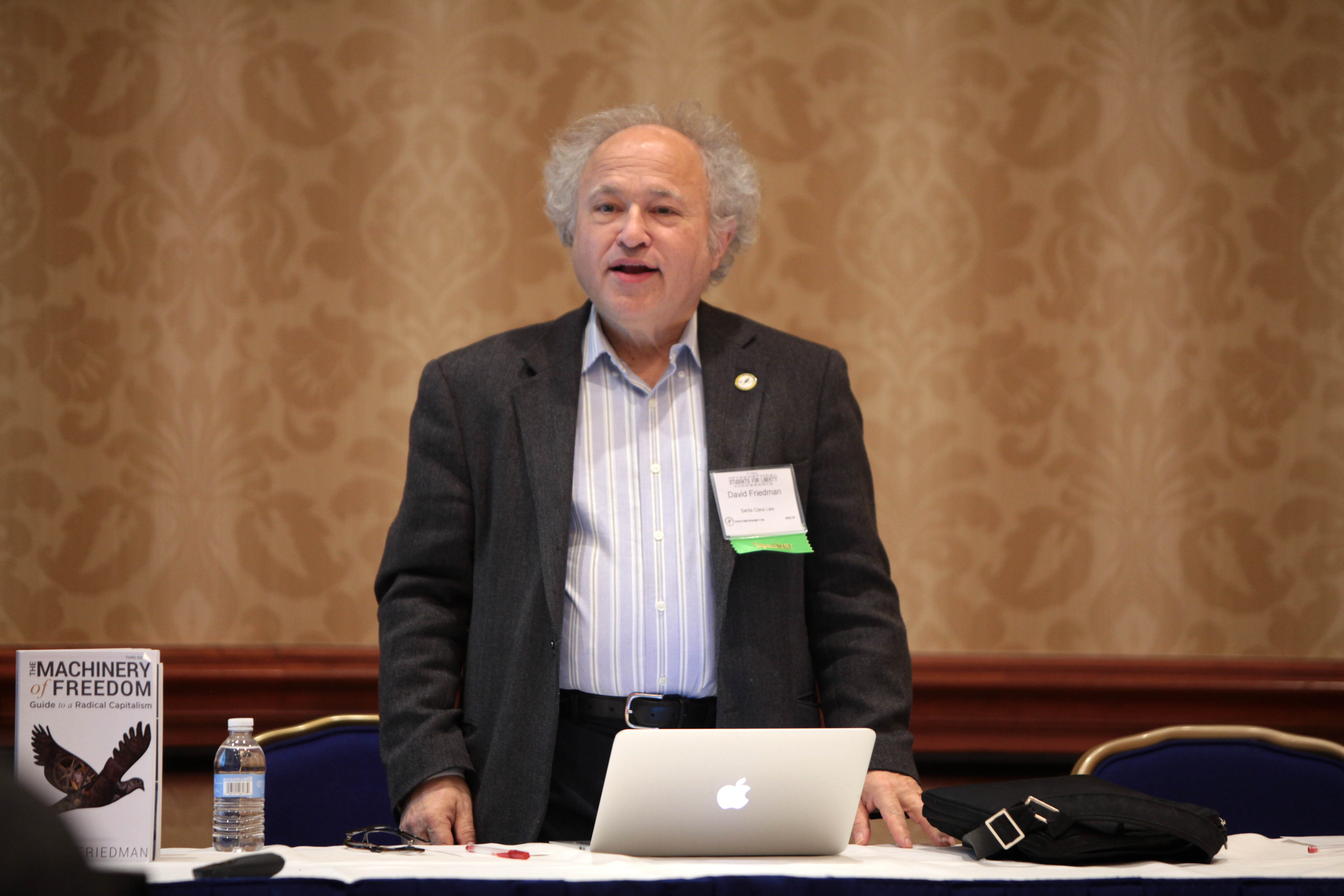
David Friedman à la conférence internationale de Students for Liberty à Washington en 2015.

## Travaux
En particulier à travers son premier ouvrage, Vers une société sans État, David Friedman cherche à démontrer non seulement la désirabilité, mais aussi la faisabilité pratique d'une société fonctionnant sans le moindre État, défini comme une agence de type gouvernementale bénéficiant d'un monopole de la violence légale et parfois de divers autres droits exclusifs. Pour lui, la société fondée sur des seuls échanges volontaires entre individus libres est la seule société juste qui puisse être. Il s'attache donc à déterminer les conditions pratiques d'existence d'une telle société. Il défend ainsi la privatisation de fonctions régaliennes comme la justice, la police ou la monnaie. Il aborde également la question des services publics dans une économie libertarienne.